# Espacio secuencial (evolución)
En biología evolutiva, el espacio secuencial es una forma de representar todas las secuencias posibles (para una proteína, gen o genoma). El espacio de secuencia tiene una dimensión por aminoácido o nucleótido en la secuencia que conduce a espacios altamente dimensionales.
La mayoría de las secuencias en el espacio secuencial no tienen función, dejando regiones relativamente pequeñas que están pobladas por genes naturales. Cada secuencia de proteína es adyacente a todas las demás secuencias a las que se puede llegar a través de una sola mutación. Se ha estimado que la vida en la Tierra ha explorado todo el espacio funcional de secuencias de proteínas. La evolución se puede visualizar como el proceso de muestrear secuencias cercanas en el espacio de secuencia y moverse a cualquiera con una mejor aptitud sobre la actual. 

## Representación
Un espacio de secuencia generalmente se presenta como una cuadrícula. Para los espacios secuencial de proteínas, cada residuo en la proteína está representado por una dimensión con 20 posibles posiciones a lo largo de ese eje correspondiente a los posibles aminoácidos. Por lo tanto, hay 400 posibles dipéptidos dispuestos en un espacio de 20x20, pero eso se expande a 10130 para que incluso una pequeña proteína de 100 aminoácidos se organice en un espacio con 100 dimensiones. Aunque tal multidimensionalidad abrumadora no se puede visualizar o representar esquemáticamente, proporciona un modelo abstracto útil para pensar sobre el rango de proteínas y la evolución de una secuencia a otra. 
Estos espacios altamente multidimensionales se pueden comprimir a 2 o 3 dimensiones mediante el análisis de componentes principales. Un paisaje de fitness es simplemente un espacio de secuencia con un eje vertical adicional de fitness agregado para cada secuencia.

El espacio de secuencia de proteínas se puede representar como un espacio con n dimensiones, donde n es el número de aminoácidos en la proteína. Cada eje tiene 20 posiciones que representan los 20 aminoácidos. Hay 400 posibles proteínas de 2 aminoácidos (dipéptido) que se pueden organizar en una cuadrícula 2D. Los 8000 tripéptidos se pueden organizar en un cubo 3D. La mayoría de las proteínas tienen más de 100 aminoácidos y, por lo tanto, ocupan grandes espacios multidimensionales que contienen un número astronómico de secuencias de proteínas.

## Secuencias funcionales en el espacio de secuencias
A pesar de la diversidad de las superfamilias de proteínas, el espacio de secuencia está extremadamente escasamente poblado por proteínas funcionales. La mayoría de las secuencias de proteínas aleatorias no tienen pliegue ni función. Las superfamilias de enzimas, por lo tanto, existen como pequeños grupos de proteínas activas en un vasto espacio vacío de secuencia no funcional.
La densidad de proteínas funcionales en el espacio de secuencia y la proximidad de diferentes funciones entre sí es un determinante clave para comprender la capacidad de evolución. El grado de interpenetración de dos redes neutrales de diferentes actividades en el espacio secuencial determinará cuán fácil es evolucionar de una actividad a otra. Cuanta más superposición entre diferentes actividades en el espacio de secuencia, mayor será la variación críptica para la actividad promiscua.
El espacio de secuencia de proteínas se ha comparado con la Biblioteca de Babel, una biblioteca teórica que contiene todos los libros posibles que tienen 410 páginas. En la Biblioteca de Babel, encontrar cualquier libro que tuviera sentido era imposible debido al gran número y la falta de orden. Lo mismo sería cierto para las secuencias de proteínas si no fuera por la selección natural, que ha seleccionado solo secuencias de proteínas que tienen sentido. Además, cada secuencia de proteínas está rodeada por un conjunto de vecinos (mutantes puntuales) que probablemente tengan al menos alguna función. 